# قلب حقیقت را می‌داند
قلب حقیقت را می‌داند (الگو:Dil Aashna Hai) فیلمی هندی در سبک درام به کارگردانی هما مالینی است که در سال ۱۹۹۲ منتشر شد.

## داستان فیلم
لیلا (دیویا بهارتی) یک رقصنده کاباره در هتل پنج ستاره دیگویجی سینگ (کبیر بدی) است که در فاحشه خانه، بزرگ شده‌است. یک روز لیلا از مادرش که در شرف مرگ است تماس تلفنی دریافت می‌کند. او خبر تکان دهنده را به او می‌گوید. اینکه او مادر واقعی او نبود و لیلا به فرزندی پذیرفته شد. کاران (شاهرخ خان) عاشق لیلا می‌شود. لیلا توسط کاران در جستجوی مادر واقعی‌اش کمک می‌کند. جستجوی آنها، آنها را به راضیه (فریده جلال) می‌رساند که می‌گوید ۱۸ سال پیش سه دختر شیطون در کالج آنها بودند: برخا (دیمپل کاپادیا)، راجالکشمی (آمریتا سینگ) و سالما (سونو ولیا). او عاشق دوست پسر مربوطه خود بود: سونیل (میتون چاکرابورتیشاهزاده آرجون (جیتندرا)) و اکرم (نصیر عبدالله). یک روز متوجه شدند که یکی از آنها باردار است. از راضیه خانه می‌گیرند و بچه می‌آورند. به زودی وقتی کودک شش‌ماهه می‌شود، او را نزد راضیه می‌فرستند و او قول می‌دهد که هرکس زودتر ازدواج کند، اولین کسی است که او را به فرزندی قبول می‌کند. اسمش را سیتارا گذاشتند. کاران متوجه می‌شود که برخا اکنون وزیر بهداشت و رفاه است، راجالاکشمی در حال آموزش اسب برای چوگان است و با آرجون ازدواج کرده‌است و سلما مدیر سنت ترزا (دانشکده ای که در آن تحصیل کرده‌است) است و با اکرم ازدواج کرده‌است. آنها دیگر با یکدیگر در تماس نیستند. کاران و لیلا سه بانو را دعوت می‌کنند و دلایل مختلفی برای این دعوت ارائه می‌دهند. وقتی لیلا/سیتارا از آنها سؤال می‌کند، آنها را ترک می‌کنند. معلوم شد که سلما اولین کسی بود که ازدواج کرد اما او می‌ترسید که دربارهٔ ستارها به همسرش بگوید. دیگویجی سینگ لیلا را از هتلش بیرون می‌اندازد و زمانی که او می‌خواهد مورد حمله باند قرار گیرد، شاهزاده آرجون او را نجات می‌دهد و به خانه می‌برد. در مهمانی دیوالی، مردی ستاره را در مقابل همه تحقیر می‌کند و سپس برخا اعتراف می‌کند که او مادر ستاره است. ستاره از او دربارهٔ پدرش می‌پرسد و برخا به او می‌گوید که برای نوعی آموزش نظامی به آمریکا رفته و خبری از او نیست. راجالکشمی و سلما برای ملاقات با سیتارا می‌آیند، در حالی که برخا می‌رود تا از سمت خود استعفا دهد. مردی ستاره را در مقابل همه تحقیر می‌کند و سپس برخا اعتراف می‌کند که او مادر ستاره است. ستاره از او دربارهٔ پدرش می‌پرسد و برخا به او می‌گوید که برای نوعی آموزش نظامی به آمریکا رفته و خبری از او نیست. راجالکشمی و سلما برای ملاقات با سیتارا می‌آیند، در حالی که برخا می‌رود تا از سمت خود استعفا دهد. مردی ستاره را در مقابل همه تحقیر می‌کند و سپس برخا اعتراف می‌کند که او مادر ستاره است. ستاره از او دربارهٔ پدرش می‌پرسد و برخا به او می‌گوید که برای نوعی آموزش نظامی به آمریکا رفته و خبری از او نیست. راجالکشمی و سلما برای ملاقات با سیتارا می‌آیند، در حالی که برخا می‌رود تا از سمت خود استعفا دهد.

## بازیگران
- شاهرخ خان
- دیمپل کاپادیا
- آمریتا سینگ
- میتون چاکرابورتی
- کبیر بدی
- دیویا بهرتی